# 菊池紗矢香
菊池紗矢香（日语：／ Kikuchi Sayaka，5月8日—），日本女性配音員。出身於千葉縣。CLARE VOICE所屬。身高151cm。B型血。

## 簡歷
CLARE VOICE養成所畢業。2019年1月1日成為CLARE VOICE準所屬，2020年4月1日正式所屬CLARE VOICE。
2020年，憑藉第一次試鏡獲得電視動畫《戰翼的希格德里法》要角之一渡來·園香的角色。

## 人物
興趣、特長：鋼琴、算盤、貝斯。

## 演出
粗體字表示主要角色。

### 電視動畫
2018年
- 哥布林殺手（冒險者、牧牛妹的母親、女戰士）

2019年
- 家有女友（梨花、小孩B、小組女子B）
- BanG Dream！（女子）
- 女神異聞錄5 the Animation（通行人B）
- 叛逆性百萬亞瑟王（村莊女孩1）
- 流汗吧！健身少女（女學院生）
- 我們真的學不來！（小孩）
- 超人高中生們即便在異世界也能從容生存！（女僕）
- 刀劍神域 Alicization War of Underworld（女性）

2020年
- 〈Infinite Dendrogram〉-無盡連鎖-（主宰）
- 魔法律事務所（愛）
- 魔女之旅（小販）
- 戰翼的希格德莉法（渡來·園香[6]）
- 魔法科高中的劣等生 來訪者篇（進人類前線的魔法師、進人類前線構成員）

2021年
- WIXOSS DIVA(A)LIVE（日语：WIXOSS DIVA(A)LIVE）（女學生）
- 裏世界遠足（小孩）
- 戰鬥員派遣中！（雪諾[7]）
- 持續狩獵史萊姆三百年，不知不覺就練到LV MAX（娜塔莉）
- 青梅竹馬絕對不會輸的戀愛喜劇（企鵝）
- 白沙的Aquatope（城居琉佳、小孩）
- 瓦尼塔斯的手札（凱薩琳）
- 吸血鬼馬上死（2021年—2023年，橫田浩[8][9]、帥哥獵人B）2系列[注 1]

2022年
- 食鏽末世錄（孃、廣播、孃A）
- 擅長捉弄人的高木同學3（月本老師）
- 與變成了異世界美少女的大叔一起冒險（橘日向〈小學生〉、信徒）
- 天才王子的赤字國家重生術（愛比思）
- Extreme Hearts（前田亞樹）
- 小邪神飛踢X（大熊貓）
- 金裝的維爾梅～瀕臨留級的魔法師聯手最強災厄勇闖魔法世界～（凱特）
- 惑星公主蜥蜴騎士（女性朋友）
- IDOLiSH7-偶像星願- Third BEAT！（登起子）

2023年
- 不相信人類的冒險者們好像要去拯救世界（卡蘭[10]）
- 阿魯斯的巨獸（降祇者）
- AI電子基因（助理AI）
- 家裡蹲吸血姬的鬱悶（女學生A）
- 黑暗集會（幻燈河夕月）

2024年
- 秒殺外掛太強了，異世界的傢伙們根本就不是對手。（秋野蒼空[11]））
- 非自願的不死冒險者（阿米莉絲）
- 身為VTuber的我因為忘記關台而成了傳說（柳瀨恰咪[12]）

2025年
- 青春特調蜂蜜檸檬蘇打（明日美）
- S級怪獸《貝希摩斯》被誤認成小貓，成為精靈女孩的騎士（寵物）一起生活（菲歐涅）
- 鬼人幻燈抄（村人）
- 瞬間治癒卻被當成廢物踢出隊伍的天才治療師，改當無照治療師快樂過活（蕾葳[13]）
- 持續狩獵史萊姆三百年，不知不覺就練到LV MAX ～其二～（娜塔莉）
- Summer Pockets
- 戀上換裝娃娃 Season 2（旁白、初瀨川昴）

### 電影動畫
- 劇場版 刀劍神域 -Progressive- 無星夜的詠嘆調（2021年）
- 劇場版 擅長捉弄人的高木同學（2022年）

### OVA
- 哥布林殺手 GOBLIN'S CROWN（2020年，村民）

### 遊戲
2018年
- 在地下城尋求邂逅是否搞錯了什麼 ～記憶憧憬～

2019年
- 伊卡洛斯M（旁白[14]）
- 一騎學園～進擊！當千的魔法少女～（關羽 等[15]）
- 怪物彈珠（2019年—2023年，Corsair II[16]、龍舌蘭α[17]、阿尤達雅[18]、馬可·波羅[19]、龍舌蘭[20]）
- 言靈戰士KOTODAMAN（日语：共闘ことばRPG コトダマン）（2019年—2021年，水精女王龍舌蘭[21]、胡桃鉗）

2021年
- 方塊少女（日语：パズルガールズ (ゲーム)）（尼古拉斯、格拉夫·施佩、弗萊徹）

2022年
- Crash Fever（雪諾[22]）
- 賽馬娘 Pretty Derby（2022年—2023年，北港火山[23]）

2023年
- 立方體之星（龍舌蘭[24]）
- 蔚藍檔案（安守實里[25]）
- 六本木Sadistic-Night（日语：六本木サディスティックナイト）（德寺瑪莉亞[26]）

### 有聲劇
- Extreme Hearts S×S×S（2022年，前田亞樹）

### ASMR
- （2023年，倉賀野由梨）
- （2023年，早乙女夢華）

### 廣播節目
※記號表示網路廣播。
- Radio Dottoai（日语：ラジオどっとあい） 菊池紗矢香的抓住健談者的手指吧！（2022年—，AG-ON Premium（日语：AG-ON Premium）、YouTube、超！A&G+、KNB電台）※

## 音樂作品

### 角色歌曲
| 發行日期 | 商品名稱                             | 歌 | 樂曲                   | 備註                                 |
| 2021年   | 2021年                               | 2021年 | 2021年                 | 2021年                               |
| -------- | ------------------------------------ | --- | ---------------------- | ------------------------------------ |
| 4月28日  | 戰翼的希格德莉法 藍光&DVD第5卷特典CD | 渡來·園香（菊池紗矢香） | 「」                   | 電視動畫《戰翼的希格德莉法》相關歌曲 |
| 5月26日  | Home Sweet Home                      | 如月愛麗絲（富田美憂）、雪諾（菊池紗矢香）、蘿絲（村上奈津實）、格琳（高橋未奈美） | 「Home Sweet Home」    | 電視動畫《戰鬥員派遣中！》片尾主題曲 |
| 5月26日  | Home Sweet Home                      | 雪諾（菊池紗矢香） | 「Home Sweet Home」    | 電視動畫《戰鬥員派遣中！》相關歌曲   |
| 2022年   |                                      | |                        |                                      |
| 9月28日  | 賽馬娘 Pretty Derby WINNING LIVE 08  | 伏特加（大橋彩香）、大和赤驥（木村千）、摩耶重炮（星谷美緒）、醒目飛鷹（大和田仁美）、大德日神（山根綺）、櫻花桂冠（真野美月）、也文攝輝（今泉里音奈）、第一紅寶（礒部花凜）、真弓快車（井上穗乃花）、凱斯奇蹟（佐藤日向）、小林歷奇（稻垣好）、北港火山（菊池紗矢香）、奇銳駿（須藤希） | 「Gaze on Me！」       | 遊戲《賽馬娘 Pretty Derby》相關歌曲  |
| 9月28日  | 賽馬娘 Pretty Derby WINNING LIVE 08  | 特別週（和氣杏未）、無聲鈴鹿（高野麻里佳）、黃金船（上田瞳）、伏特加（大橋彩香）、大和赤驥（木村千咲）、目白麥昆（大西沙織）、成田拜仁（衣川里佳）、摩耶重炮（星谷美緒）、米浴（石見舞菜香）、勝利獎券（渡部優衣）、醒目飛鷹（大和田仁美）、大德日神（山根綺）、櫻花桂冠（真野美月）、也文攝輝（今泉里音奈）、第一紅寶（礒部花凜）、真弓快車（井上穗乃花）、凱斯奇蹟（佐藤日向）、小林歷奇（稻垣好）、北港火山（菊池紗矢香）、奇銳駿（須藤希） | 「」                   | 遊戲《賽馬娘 Pretty Derby》相關歌曲  |
| 12月28日 | 賽馬娘 Pretty Derby WINNING LIVE 09  | 小栗帽（高柳知葉）、稻荷一（井上遙乃）、醒目飛鷹（大和田仁美）、小林歷奇（稻垣好）、北港火山（菊池紗矢香）、奇銳駿（須藤希） | 「KIRARI MAGIC SHOW」  | 遊戲《賽馬娘 Pretty Derby》相關歌曲  |
| 12月28日 | 賽馬娘 Pretty Derby WINNING LIVE 09  | 北港火山（菊池紗矢香） | 「」                   | 遊戲《賽馬娘 Pretty Derby》相關歌曲  |
| 12月28日 | 賽馬娘 Pretty Derby WINNING LIVE 09  | 東海帝王（Machico）、小栗帽（高柳知葉）、伏特加（大橋彩香）、大樹快車（大坪由佳）、神鷹（高橋未奈美）、好歌劇（德井青空）、成田拜仁（衣川里佳）、氣槽（青木瑠璃子）、玉藻十字（大空直美）、琵琶晨光（近藤唯）、摩耶重炮（星谷美緒）、美浦波旁（長谷川育美）、稻荷一（井上遙乃）、醒目飛鷹（大和田仁美）、北部玄駒（矢野妃菜喜）、小林歷奇（稻垣好）、北港火山（菊池紗矢香）、奇銳駿（須藤希）                                                | 「」                   | 遊戲《賽馬娘 Pretty Derby》相關歌曲  |
| 2023年   |                                      | |                        |                                      |
| 9月6日   | 賽馬娘 Pretty Derby WINNING LIVE 13  | CAP.B［千明代表（天海由梨奈）］、MACOtMai［北港火山（菊池紗矢香）］、816-n［詩歌劇（遠野光）］、ORYZA［米浴（石見舞菜香）］、MARINE·C［高尚駿逸（夏吉優子）］ | 「Hat on your Head！」 | 遊戲《賽馬娘 Pretty Derby》相關歌曲  |
| 9月6日   | 賽馬娘 Pretty Derby WINNING LIVE 13  | 成田拜仁（衣川里佳）、摩耶重炮（星谷美緒）、米浴（石見舞菜香）、愛慕織姬（木瞳）、稻荷一（井上遙乃）、千明代表（天海由梨奈）、詩歌劇（遠野光）、生野狄杜斯（田澤茉純）、雙渦輪（花井美春）、里見光鑽（立花日菜）、北部玄駒（矢野妃菜喜）、八重無敵（日原亞由美）、櫻花桂冠（真野美月）、成田路（中村環奈）、里見皇冠（鈴代紗弓）、高尚駿逸（夏吉優子）、北港火山（菊池紗矢香）、新宇宙（白石晴香）、菱鑽奇寶（春日櫻）                       | 「」                   | 遊戲《賽馬娘 Pretty Derby》相關歌曲  |

## 腳註

## 外部連結
- 菊池紗矢香｜CLARE VOICE （日語）
- 菊池紗矢香的X（前Twitter） （日語）
- （日語）—WEB THE TELEVISION（日语：ザテレビジョン）
- 菊池紗矢香 （页面存档备份，存于） （日語）—SEIGURA web
- （日語）—goo人名事典
- 菊池紗矢香 （页面存档备份，存于） （日語）—oricon
- 菊池紗矢香 （页面存档备份，存于） （日語）—allcinema（日语：allcinema）